# أولاد بو يوسف (أولاد علي بن احمد)
أولاد بو يوسف هو دُوَّار يقع بجماعة مستغمر، إقليم تاوريرت، جهة الشرق في المملكة المغربية. ينتمي الدوّار لمشيخة أولاد علي بن احمد التي تضم 6 دواوير. يقدر عدد سكانه بـ 818 نسمة حسب الإحصاء الرسمي للسكان والسكنى لسنة 2004.

## روابط خارجية
- البوابة الوطنية للجماعات الترابية
- المندوبية السامية للتخطيط